# David Carpenter (historiador)
David A. Carpenter (1947) és un historiador i escriptor anglès, catedràtic d'Història Medieval al King's College de Londres, on treballa des del 1988. La seva especialitat és la vida i el regnat d'Enric III d'Anglaterra. L'historiador Dan Jones l'ha lloat com «un dels medievalistes més distingits de Gran Bretanya».

## Joventut i educació
Carpenter estudià a la Westminster School i Christ Church (Oxford). Obtingué el seu doctorat a Oxford, dirigit per J. O. Prestwich. Decidí especialitzar-se en història medieval després de llegir Selected Charters, de William Stubbs.

## Carrera
Carpenter treballà al King's College de Londres des del 1988 i actualment exerceix de catedràtic d'Història Medieval.
Ha escrit molt sobre la història social, econòmica, arquitectònica, militar i política d'Anglaterra al segle xiii. Molts dels seus assajos sobre aquest tema foren recopilats en un volum titulat The Reign of Henry III (Hambledon, 1996).
Entre el 2005 i el 2011 dirigí un important projecte finançat pel Consell de Recerca en Arts i Humanitats (AHRC) sobre els rotlles de multes d'Enric III.
Entre el 2007 i el 2010 fou coinvestigador d'un altre projecte finançat per l'AHRC, «The Paradox of Medieval Scotland, 1093–1286». La col·laboració entre investigadors de les universitats de Glasgow i Edimburg i el KCL creà una base de dades de totes les persones d'Escòcia entre 1093 i 1286 que consten en els registres.
El 2020 publicà la primera part d'una biografia en dos volums d'Enric III que portava 30 anys en preparació. Dan Jones es referí al llibre com «una obra magnífica, meticulosa i aclaridora que hauria de ser l'estudi de referència del regnat durant generacions».

## Obres seleccionades

### Llibres
- The Battles of Lewes and Evesham (1987)
- The Minority of Henry III (1990)[6]
- The Reign of Henry III (1996)[7]
- The Struggle for Mastery: Britain 1066–1284 (2003)[8]
- Magna Carta (2015)
- Henry III: The Rise to Power and Personal Rule, 1207–1258 (2020)

### Articles
- «A Noble in Politics: Roger Mortimer», Nobles and Nobility, ed. A. Duggan (Woolbridge, 2000)
- «Westminster Abbey in Politics, 1258-1269», Thirteenth Century England VIII, ed. M. Prestwich, R. Britnell i R. Frame (Woodbridge, 2001)
- «Thomas Fitz-Thomas», Oxford Dictionary of National Biography, (Woodbridge, 2001)
- «King Henry III and Saint Edward the Confessor: The origin of the Cult», English Historical Review, vol. CXXII, núm. 498 (2007)
- «King Henry III and the Chapter House of Westminster Abbey», Westminster Abbey Chapter House: the History, Art and Architecture of A Chapter House Beyond Compare, ed. W. Rodwell (Londres, 2010)
- «Archbishop Langton and Magna Carta: His Contribution, his Doubts and his Hypocrisy», English Historical Review, vol. CXXXVI, núm. 522 (2011)
- «Crucifixion and Conversion: King Henry III and the Jews in 1255», Laws, lawyers and Texts, Studies in Medieval Legal History in Honour of Paul Brand, (Leiden, 2012)
- «Henry III and the Sicilian Affair», Fine of the Month (novembre 2012)
- «The vis et volunta of King Henry III: The Downfall and Punishment of Robert de Ros», Fine of the Month (novembre 2012)
- «Magna Carta 1253: The Ambitions of the Church and the Divisions within the Realm», Historical Research, vol. 86, núm. 232 (2013)

### Col·laboracions
- David Carpenter i James Kanter, «King Henry III and Windsor Castle», St George's Chapel: History and Heritage, ed. Nigel Saul i T. Tatton-Brown (Stanbridge, 2010)